# Damanjodi
Damanjodi è una suddivisione dell'India, classificata come census town, di 8.475 abitanti, situata nel distretto di Koraput, nello stato federato dell'Orissa. In base al numero di abitanti la città rientra nella classe V (da 5.000 a 9.999 persone).

## Geografia fisica
La città è situata a 18° 50' 07 N e 82° 57' 56 E.

## Società

### Evoluzione demografica
Al censimento del 2001 la popolazione di Damanjodi assommava a 8.475 persone, delle quali 4.607 maschi e 3.868 femmine. I bambini di età inferiore o uguale ai sei anni assommavano a 1.150, dei quali 610 maschi e 540 femmine. Infine, coloro che erano in grado di saper almeno leggere e scrivere erano 7.043, dei quali 3.920 maschi e 3.123 femmine.